# Post-bllok
Post-bllok is een monument in Tirana, de hoofdstad van Albanië, dat herinnert aan de periode waarin Albanië van de rest van de wereld geïsoleerd was, ten tijde van het communistisch regime in de 20ste eeuw. De gedenkplaats werd onthuld op 26 maart 2013 aan de Rruga Ismail Qemali.
Het artistiek concept van het monument lag in handen van schrijver Fatos Lubonja en beeldend kunstenaar Ardian Isufi. Het bestaat uit drie onderdelen:
- Een stuk Berlijnse Muur, om precies te zijn deel 28/40 van de Potsdamer Platz, dat door Berlijn geschonken was aan de Albanese hoofdstad Tirana.
- Een Albanese bunker, om precies te zijn bunker TR-III 1976 I. Deze bewaakte de hoofdingang van Ish-Blloku (het voormalige blok), het stadsdeel van Tirana waar tussen 1945 en 1991 de communistische leiders woonden, waaronder Enver Hoxha. Het Blok was niet toegankelijk voor de gewone bevolking.
- Betonnen ondersteuningspilaren uit de mijnen van het gevangenenkamp Burgu i Spaçit in Spaç. Dit beruchte gevangenenkamp werd tussen 1968 en 1990 gebruikt voor de tewerkstelling van politieke gevangenen.

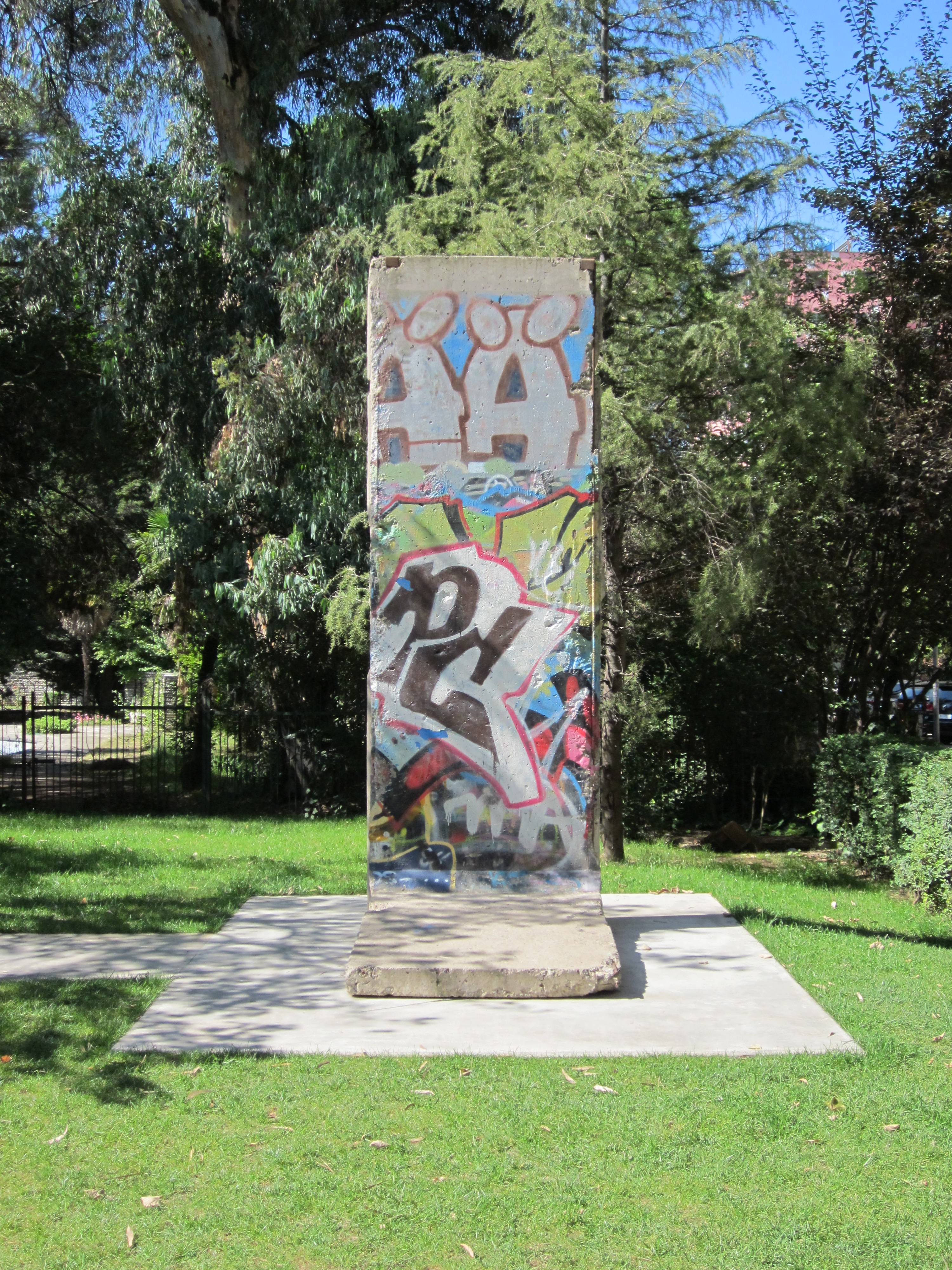
Stuk van de Berlijnse Muur
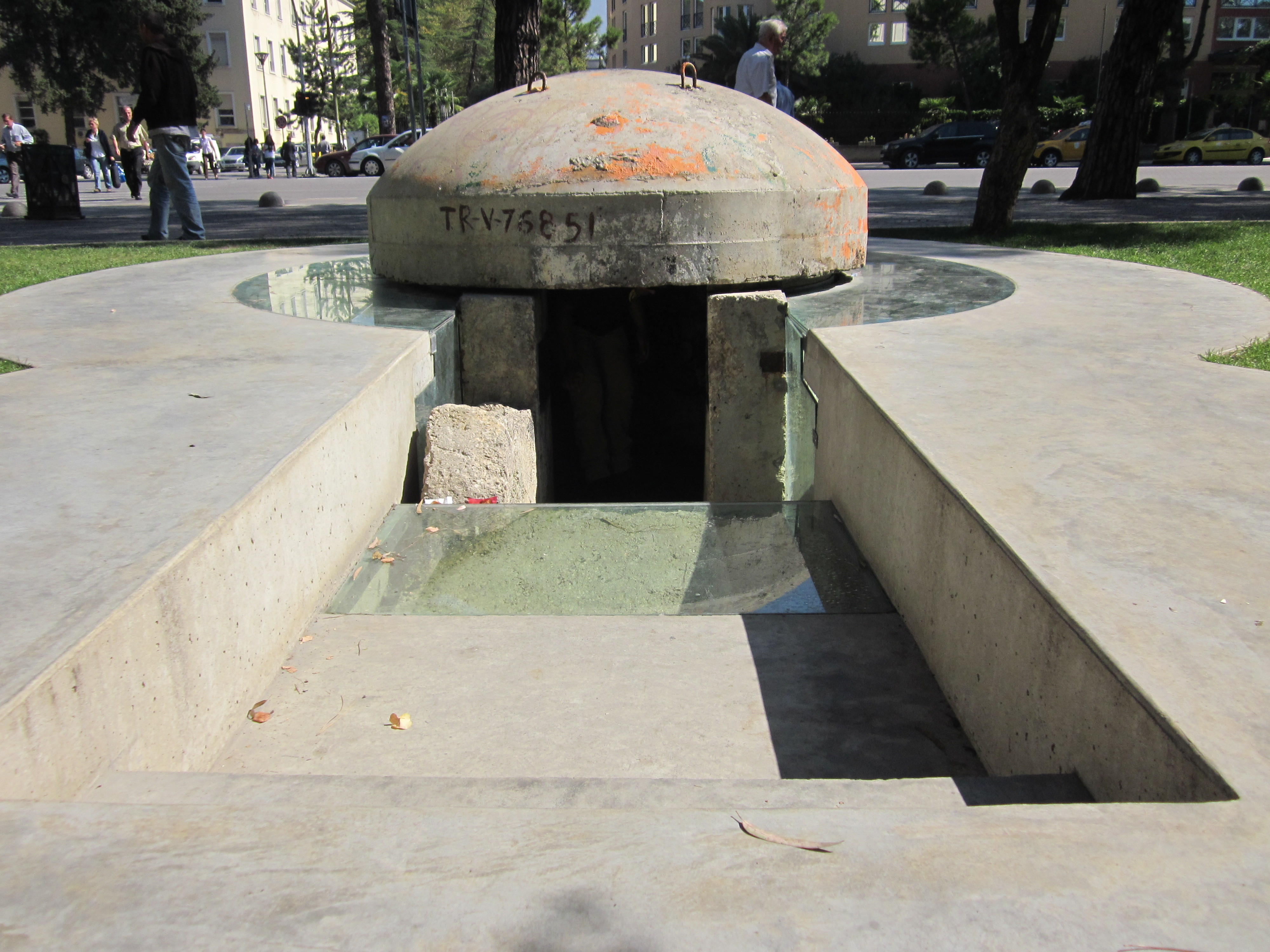
Bunker TR-III 1976 I
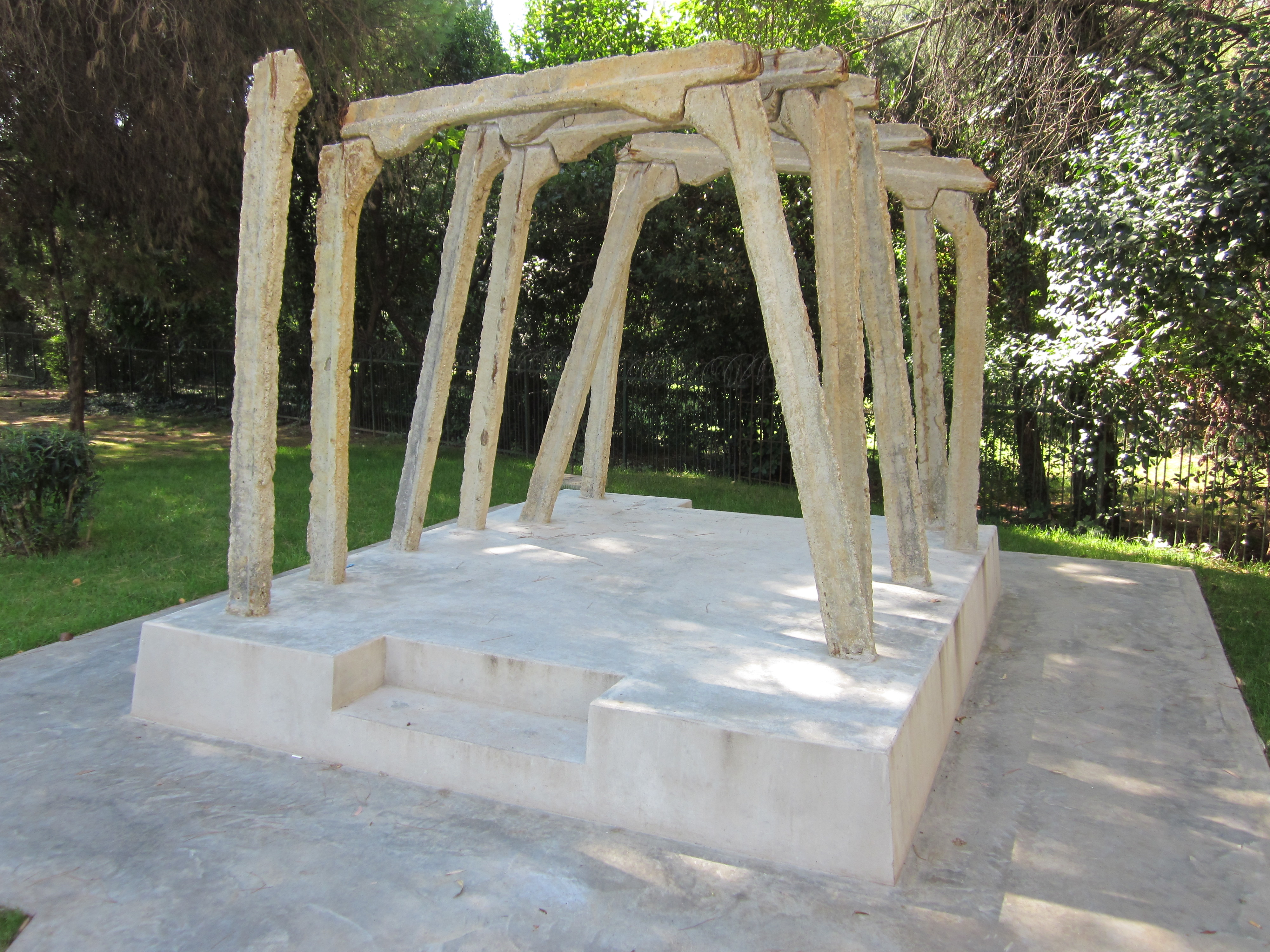
Ondersteuningspilaren uit Burgu i Spaçit